# Szenegál címere
Szenegál címere egy függőlegesen osztott pajzs, amelynek bal oldala vörös színű, rajta egy sárga, ágaskodó oroszlánnal. A jobb oldala sárga színű egy baobabfával, valamint az alatt egy vízszintesen hullámos zöld sávval. A felső rész közepén egy zöld színű, ötágú csillag van. A pajzsot koszorú veszi körül, amelyet egy fehér színű szalag fog át. A szalagon az ország mottója olvasható: „Un Peuple, Un But, Un Foi” (Egy nép, egy cél, egy hűség).
Az oroszlán az észak-szudáni etnikai csoport gyakori szimbóluma, amelyhez a szenegáliak nagy része tartozik. A francia jelenlét előtt a hatalom szimbolikus állata volt. A király a király-oroszlán-napisten volt. Utána a szenegáli állam hivatalos állata lett.